# Italo Terzoli
Italo Terzoli (18 janvier 1924 - 13 mai 2008) est un écrivain, dramaturge, scénariste de télévision et de radio italien.